# Simão Episcópio
Simão Episcópio (8 de janeiro de 1583 – 4 de abril de 1643, foi um teólogo neerlandês e remonstrante que teve um papel significante no Sínodo de Dort em 1618. O seu nome é a latinização do seu nome em holandês Simon Bischop.

## Vida
Nasceu em Amsterdã, em 1600 entrou na Universidade de Leiden, onde estudou teologia com Jacó Armínio, cujo ensinamento seguiu, e também com Franciscus Gomarus. Graduou-se mestre em 1606, porém a sua indicação como ministro foi questionada pelo lado calvinista. Ele foi para a Universidade de Franeker, onde ouviu Johannes Drusius. Em 1610, o ano em que arminianos apresentaram a Remonstrância aos Estados da Holanda, tornou-se pastor em Bleyswick, uma vila próxima a Roterdã. No ano seguinte advogou a causa dos Remonstrantes na conferência de Haia e novamente em Delft in 1612.
Em 1612 tornou-se professor de teologia em Leiden, a sua indicação despertou a inimizade de alguns calvinistas. Ele foi atacado por Festus Hommius em Specimen controversiarum Belgicarum (1618).
No Sínodo de Dort em 1618, Episcópio foi escolhido como o porta-voz das treze representações dos Remonstrantes antes do sínodo, mas a sua representação foi recusada quando não se submeteu a ordem de discussão do Sínodo - a qual era para primeiro apresentar os argumentos bíblicos das opiniões dos Remonstrantes. No final das sessões do sínodo em 1619, Episcópio e os outros doze representantes arminianos foram privados de seus ofícios e foram expulsos do país.
Episcópio retirou-se para Antuérpia e, finalmente, para a França, onde viveu parte em Paris parte em Rouen. Ele dedicou a maior parte de seu tempo aos escritos em apoio à causa arminiana, mas a tentativa de Luke Wadding para convertê-lo ao catolicismo envolveu-o também em uma controvérsia. Após a morte de Maurício, príncipe de Orange (1625), a violência contra a controvérsia arminiana começou a diminuir, e Episcópio foi permitido a retornar ao seu próprio país em 1626. Na igreja Remonstrante em Roterdã foi nomeado pregador e depois reitor da faculdade Remonstrante em Amsterdã, onde morreu.

## Obras em destaque
As principais obras de Episcópio foram Confessio declaratio sententiae pastorum gui in foederato Beiglo Remonstrantes vocantur super praecipuis artscuf is religionis Christianae (1621), a sua Apologia per confessione (1629), o seu Verus theologus remonstrans e sua obra incompleta Institutiones theologicae. A vida de Episcópio foi escrita por Philipp van Limborch, e também foi prefixada pelo seu sucessor Étienne de Courcelles (Curcellaeus) (1586–1659) uma edição com uma coletânea das suas obras, publicada em dois volumes. (1650–1665).

## Outras Obras
- Episcopius, Simon (1612). Disputatio theologica de autoritate S. Scripturæ (em latim). Lugduni Batavorum: Ex officina Ioannis Patij
- Episcopius, Simon (1620). Antidotum continens pressiorum declarationem ... sententiae quae in Synodo Nationali Dordracena asserta est et stabilita. (em latim). Herder-vviici: ex officina typographi Synodalis
- Episcopius, Simon (1620). Acta et scripta Synodalia Dordracena ministrorum remonstrantium in foederato Belgio. (em latim). Herder-vviici: ex officina typographi Synodalis
- Episcopius, Simon (1621). Belijdenisse ofte verklaringhe van 't ghevoelen der leeraren, die in de gheunieerde Neder-landen Remonstranten worden ghenaemt, over de voornaemste articulen der christelijcke religie. (em neerlandês). s. l.: s. l. (Remonstrant Confession)
- Episcopius, Simon (1622). Confessio declaratio sententiae pastorum gui in foederato Beiglo Remonstrantes vocantur super praecipuis artscuf is religionis Christianae (em latim). s. l.: s. l. (Remonstrant Confession)
- Episcopius, Simon (1629). Apologia Pro Confessione Sive Declaratione Sententiae eorum, Qui in Foederato Belgio vocantur Remonstrantes, super praecipuis Articulis Religionis Christianae Contra Censvram Quatuor Professorum Leidensium (em latim). s. l.: s. l.
- Episcopius, Simon (1633). Vedelivs Rhapsodvs, sive Vindiciae Doctrinæ Remonstrantium a criminationibus & calumnijs Nicolai Vedelii ... : quas Rhapsodiarum in morem congessit & inscripsit arcana Arminianismi (em latim). Hardervici: Ex Officina Typographorum Remonstrantium
- Episcopius, Simon (1644). Paraphrasis et observationes in caput VIII, IX, X & XI epistolæ S. Pauli ad Romanos (em latim). Amstelædami: Excudit Petrus Walschaert
- Episcopius, Simon; de Courcelles, Étienne; van Limborch, Philippus (1650). M. Simonis Episcopii S.S. theologiae in Academia Leydensi quondam professoris Opera theologica : Quorum catalogum versa pagina exhibet. (em latim). 2 volumes. Amstelædami: Ex typographeio Ioannis Blaev.
- Episcopius, Simon (1650). M. Simonis Episcopii institutiones theologicae, privatis lectionibus Amstelodami traditae (em latim). Amstelaedami: Ex typographico Ioannis Blaeu